# Лохпотгорт
Лохпотгорт или Лохподгорт — упразднённая в 2021 году деревня в Шурышкарском районе Ямало-Ненецкого автономного округа России.

## География
Расположена была на левом берегу реки Малая Обь, в 71 км к юго-западу от Салехарда и в 83 км к северо-востоку от районного центра — села Мужи.
Была одна улица — Лесная.

## Население
| 2002 | 2010 | 2021 |
| ---- | ---- | ---- |
| 17   | ↘12  | ↘4   |

До упразднения здесь проживали ханты (100 %, 2002 год).

## История
С 2005 до 2021 гг. деревня входила в состав Шурышкарского сельского поселения.
В конце 2021 года деревня была упразднена.

## Экономика
Оленеводство, рыболовство.